# 메신저 (도서)
메신저는 2004년 출판된 로이스 로리의 SF 도서이다. 이 책은 전작인 파랑 채집가의 시간대로부터 6년이 지난 시점에서 시작된다. 전작들의 등장인물들이 대부분 출연해 강한 연관성을 가진다.

## 줄거리
주인공 '맷티'는 다른 마을들에서 멀리 떨어진 마을에서 살고 있다. 모두가 서로 배려하면서 살아가는 이 마을에 갑자기 수상한 거래장이 열리고 결국 마을 사람들이 이기적으로 변해 마을을 폐쇄하게 된다. 맷티는 동거하는 장님 아저씨의 딸인 '키라'를 데리고 오면서 마을이 폐쇄되었다는 메시지를 자신들을 죽이려는 숲을 통과하며 전달하게 되는데....